# Katarina-Sofia stadsdelsområde

Katarina-Sofia.

Katarina-Sofia var 1997-2006 ett stadsdelsområde i Stockholms innerstad som bestod av stadsdelarna Södermalm och Södra Hammarbyhamnen och hade cirka 43 000 invånare. Stadsdelsförvaltningen låg på Östgötagatan 10.
Katarina-Sofia innefattade området öster om Götgatan, inklusive Danviksklippan, Lugnet, Hammarby Sjöstad, Henriksdalshamnen och Hammarby Industriområde. Stadsdelsnämnden startade sin verksamhet den 1 januari 1997 som en av 24 stadsdelsområden.
1 januari 1999 tillkom Södra Hammarbyhamnen, som tidigare hade varit en del av Hammarby stadsdelsområde. Resterande del av Hammarby stadsdelsområde överfördes vid samma tillfälle till Skarpnäcks stadsdelsområde.
Den 1 januari 2007 gick Katarina-Sofia samman med Maria-Gamla stans stadsdelsområde och bildade Södermalms stadsdelsområde.
Församlingar inom stadsdelsområdet var Katarina och Sofia.